# Gadila agassizii
Gadila agassizii är en blötdjursart som först beskrevs av Dall 1881.  Gadila agassizii ingår i släktet Gadila och familjen Gadilidae. Inga underarter finns listade i Catalogue of Life.